# Rachel Corsie
Rachel Louise Corsie (* 17. August 1989 in Aberdeen) ist eine schottische Fußballnationalspielerin. Seit September 2017 ist sie Kapitänin der schottischen Fußballnationalmannschaft der Frauen. Seit 2022 spielt sie für Aston Villa.

## Karriere

### Verein
Corsie wechselte im Sommer 2008 vom Aberdeen LFC zum schottischen Spitzenverein Glasgow City LFC. Mit diesem gewann sie in der Folge serienweise nationale Titel, darunter 2009, 2012 und 2013 das nationale Triple aus Meisterschaft, Vereins- und Ligapokal. Zur Saison 2014 der FA WSL schloss Corsie sich dem Notts County LFC an, mit dem sie zwar die beste Defensive der Liga stellte (nur acht Gegentore in 14 Saisonspielen), aber dennoch nur auf dem sechsten Tabellenplatz landete. Zur Saison 2015 wechselte sie zum Seattle Reign FC in die NWSL, wo bereits ihre Landsfrau Kim Little unter Vertrag stand. Seit 2018 spielt sie für den Utah Royals FC, ging aber nach dem Saisonende 2018 nach Australien um für Canberra United in der W-League zu spielen. Sie erhielt dort die Kapitänsbinde und kam in elf von zwölf Spielen zum Einsatz, beendete die Saison aber auf dem vorletzten Platz. Danach kehrte sie nach  Sandy zurück.
Im Januar 2022 erhielt sie einen 2½-Jahresvertrag beim Aston Villa WFC.
Im Oktober 2024 unterzog sie sich einer Knieoperation, nach der sie noch nicht wieder eingesetzt werden konnte.

### Nationalmannschaft
Corsie nahm im April 2017 mit der U-19-Mannschaft an der zweiten Qualifikationsrunde zur U-19-Fußball-Europameisterschaft der Frauen 2007 teil. Bei einem Turnier in Deutschland scheiterten sie aber an Titelverteidiger Deutschland. Im September unternahmen sie einen neuen Anlauf und konnten sich in der ersten Runde bei einem Turnier in der Ukraine zusammen mit den Gastgeberinnen für die zweite Runde qualifizieren. Dabei erzielte sie beim 2:2 gegen die Ukraine ihr erstes Länderspieltor. In der zweiten Runde im April 2008 in der Schweiz gab es wieder ein 2:2 gegen die Gastgeberinnen, wo sie – nun als Kapitänin – ebenfalls ein Tor erzielte, was mit dafür sorgte, dass sich die Schottinnen für die Endrunde qualifizierten. Bei der Endrunde in Frankreich war sie auch Kapitänin, ihre Mannschaft verlor aber alle Spiele und hatte mit 2:12 die schlechteste Tordifferenz. Sie überboten damit den eigenen Negativrekord von 2:11 aus dem Jahr 2005, wurden dann aber im folgenden Jahr von Weißrussland abgelöst, das bei der Heim-EM eine Tordifferenz von 1:16 hatte. Mit dem Ausscheiden endete ihre Zeit als Juniorinnennationalspielerin.
Am 5. März 2009 hatte sie beim ersten Gruppenspiel des Zypern-Cup 2009 ihren ersten Einsatz in der A-Nationalmannschaft. Bei der 0:2-Niederlage gegen Frankreich stand sie in der Startelf  und spielte bis zum Ende mit. Die Schottinnen verloren auch die beiden anderen Gruppenspiele, konnten aber das Spiel um Platz 7 gegen Russland mit 2:1 gewinnen. Corsie verpasste keine Minute beim Turnier und war ab da Stammspielerin. Sie verpasste in zwei Jahren nur ein Spiel. Am 15. Oktober 2009 erzielte sie beim 3:0-Sieg gegen Nordirland ihr erstes Tor für die A-Nationalmannschaft. Beim Zypern-Cup 2011 war sie im zweiten Gruppenspiel gegen England Kapitänin ihrer Mannschaft, die mit 2:0 erstmals seit 1977 wieder gegen den südlichen Nachbarn gewinnen konnten – was danach noch nicht wieder gelang. Die Schottinnen erreichten erstmals das Spiel um Platz 3, verloren dieses aber gegen Frankreich mit 0:3. Nach dem Zypern-Cup verpasste sie bis Ende 2012 nur sechs Spiele. 2013 kam sie in den ersten neun Spielen nicht zum Einsatz, bestritt in dieser Zeit aber auch keine Spiele für ihren Verein. Danach verpasste sie bis Ende 2016 nur vier Spiele, darunter das letzte entscheidende Spiel in der Qualifikation für die EM 2017, in dem sich die Schottinnen erstmals für eine EM-Endrunde qualifizieren konnten. Im Januar 2019 wurde sie in den beiden Testspielen gegen Dänemark in Zypern eingesetzt, für den Zypern-Cup 2017 wurde sie zwar nominiert aber aufgrund einer Verletzung nicht eingesetzt.
Sie wurde dann aber für die  EM-Endrunde nominiert. Bei der EM trafen sie im ersten Spiel auf England und verloren mit 0:6. Corsie wurde in der 76. Minute beim Stand von 0:4 ausgewechselt. In den beiden anderen Gruppenspielen spielte sie jeweils über 90 Minuten. Nach einem 1:2 gegen Portugal, gewannen sie gegen Spanien mit 1:0. Da Portugal und Spanien auch gegen England verloren, die Spanierinnen aber mit 2:0 gegen Portugal gewannen, schieden die Schottinnen als Gruppendritte aus.
Nach der EM beendete Gemma Fay, Kapitänin und Rekordnationalspielerin der Schottinnen, ihre Karriere. Corsie wurde daraufhin von der neuen Nationaltrainerin Shelley Kerr zur Kapitänin ernannt.
In der Qualifikation zur WM 2019 gehörte sie zu den sieben Schottinnen, die alle acht Spiele mitmachte, wobei sie keine Minute verpasste. Im drittletzten Qualifikationsspiel am 12. Juni 2018 machte sie beim 3:2 gegen Polen ihr 100. Länderspiel.
Die Schottinnen qualifizierten sich erstmals für die WM, wo sie wie bei der EM im ersten Spiel auf England treffen werden.
Am 15. Mai 2019 wurde sie für die WM nominiert. Bei der WM kam sie in den drei Gruppenspielen zum Einsatz, nach denen die Schottinnen ausschieden.
In der Qualifikation für die EM 2025 kam sie in den sechs Gruppenspielen zum Einsatz. Die Schottinnen qualifizierten sich als Gruppensiegerinnen für die Play-offs, wo sie letztlich an Finnland scheiterten, für die sie verletzungsbedingt nicht nominiert werden konnte.

## Erfolge
- 2008/09, 2009 1, 2010, 2011, 2012, 2013, 2015: Schottischer Meister mit dem Glasgow City LFC
- 2009, 2011, 2012, 2013, 2015: Schottischer Pokalsieger mit dem Glasgow City LFC
- 2008/09, 2009, 2012, 2013: Schottischer Ligapokalsieger mit dem Glasgow City LFC